# Theodor Bohnenberger

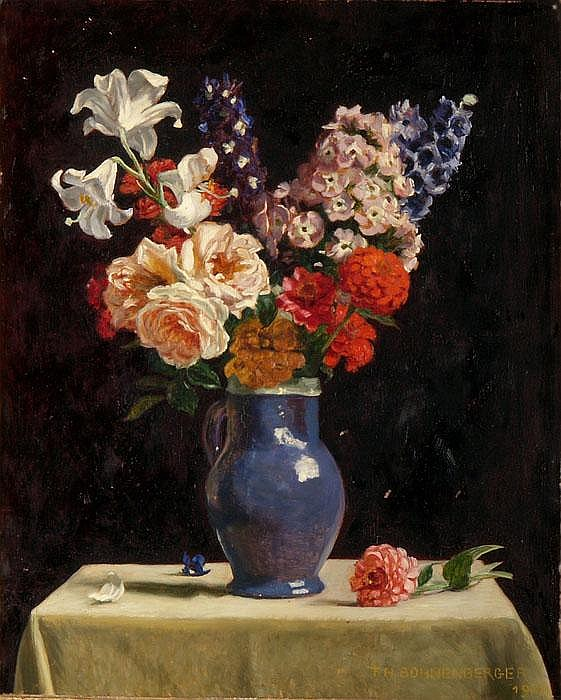
Bunter Blumenstrauß in blauem Steingutkrug

Theodor Bohnenberger (* 25. Juli 1868 in Stuttgart; † Oktober 1941 in Bad Tölz) war ein deutscher Maler und Kavallerieoffizier.
Bohnenberger studierte an der Stuttgarter Kunstschule bei Jakob Grünenwald und Carl von Häberlin sowie seit dem 30. April 1887 an der Königlichen Akademie der Künste in München bei Johann Caspar Herterich und Carl von Marr. Er unternahm Studienreisen nach Italien, Frankreich, Spanien und England. Nach dem Studium war er in München als freischaffender Künstler tätig. Bohnenberger war auch Kavallerieoffizier im Dienstgrad eines Majors der Reserve.
Theodor Bohnenberger nahm seit 1895 an zahlreichen Ausstellungen in München, Düsseldorf und Wien teil. Er wurde Mitglied der Luitpold-Gruppe in München und später der Münchener Künstlergenossenschaft. Während des Nationalsozialismus waren insgesamt zehn seiner Gemälde auf den Großen Deutschen Kunstausstellungen zwischen 1937 und 1941 vertreten. 
Bohnenberger beschäftigte sich mit der Blumen-, Genre-, Porträt-, Landschafts- und Aktmalerei.